# Kuala Simbur
Kuala Simbur is een bestuurslaag in het regentschap Tanjung Jabung Timur van de provincie Jambi, Indonesië. Kuala Simbur telt 988 inwoners (volkstelling 2010).